# Pavlovec Zabočki
Pavlovec Zabočki es una localidad de Croacia en el municipio de Zabok, condado de Krapina-Zagorje.

## Geografía
Se encuentra a una altitud de 144 m s. n. m. a 40,7 km de la capital nacional, Zagreb.

## Demografía
En el censo 2011, el total de población de la localidad fue de 607 habitantes.